# Montreux
Montreux (njemački: Muchtern) je grad u Švicarskoj, u kantonu Vaud.

## Kultura
- Festival jazza u Montreuxu[1]
- Rock festival u Montreuxu (1984. – 1987.),[2][3]

## Poznati
- Vladimir Nabokov († 1977.) književnik

## Vanjske poveznice
- (fr.) Službena stranica  Arhivirana inačica izvorne stranice od 30. prosinca 2017. (Wayback Machine)